# Ceropegia huberi
Ceropegia huberi là một loài thực vật có hoa trong họ La bố ma. Loài này được Ansari mô tả khoa học đầu tiên năm 1969.